# 카니에티오 혼
카니에티오 혼(Kaniehtiio Horn, 1986년 ~ )은 캐나다의 배우이다.

## 출연 작품
- 포제서 (2020)
- 22 체이서: 분노의 질주 (2019)
- 모호크 (2017)
- 헴록 그로브 시즌3 (2015)
- 헴록 그로브 시즌2 (2014)
- 죽음의 포옹 (2013)
- 헴록 그로브 시즌1 (2013)
- 펜트하우스 노스 (2013)
- 온 더 로드 (2012)
- 신들의 전쟁 (2011)
- 위험한 이웃 (2010)
- 더 와일드 헌트 (2009)
- 더 트로츠키 (2009)
- 레슬리, 내 이름은 악마 (2009)
- 잃어버린 세계를 찾아서 (2008)
- 투 영 투 메리 (2007)